# Masovna grobnica Mostec
Masovna grobnica Mostec, masovna grobnica na području Brežica, kod mjesta Mosteca.
Forenzički je istražena tek ljeta 2020. godine. Jedna prvih masovnih grobnica za koju se doznalo nakon što se o tome smjelo javno govoriti, pa je još 1995. godine bilo obaviješteno državno odvjetništvo. Pregled terena nije se više smio odgađati, s obzirom na planiranu gradnju akumulacijskog jezera za potrebe HE Brežice čime bi ovo područje bilo potopljeno. Nalazila se u dvjesta metara dugom tenkovskom rovu iz Drugoga svjetskog rata, za koji se imalo dojave da su kod njega masovno smaknuti nepodobni. Ovamo su na likvidaciju dovođeni iz logora iz okolice Ljubljane i Celja. Smaknuća su trajala od svibnja do konca listopada 1945. godine.
Dana 25. kolovoza 2020. poduzeta su forenzička istraživanja. Pronađena je masovna grobnica s dosta ljudskih posmrtnih ostataka. Na trima mjestima u rovu su ostatci triju skupina žrtava i dijelovi predmeta koji su im pripadali, kao i ostatci streljiva raznih kalibara. Iz predmeta se dalo zaključiti da su žrtve bile "slovenskog, hrvatskog i njemačkog podrijetla". Svi su ubijeni pri smaknuću bili vezani žicom s rukama otraga. Ubijeni su ustrijeljenjem na rubu rova ili kad su u nj pali. Skoro svi su ubijeni bez obuće i većine odjeće.
Slovensko vladino povjerenstvo za pitanja masovnih egzekucija nakon Drugog svjetskog rata predstavilo je u rezultate 10. rujna 2020. godine. Od 25. kolovoza do 10. rujna 2020. nađeni su posmrtni ostatci barem 139 ljudi. Pretpostavlja se da su većinom strijeljani pripadnici tzv. poraženih vojska, ali ima i ostataka civila i žena. Konačne brojke znat će se nakon završetka ekshumacije i provedene antropološke analize i forenzičkih istraživanja u policijskom forenzičkom laboratoriju. Po završetku obrade posmrtni ostatci žrtava bit će prebačeni u kosturnicu žrtava poratnih egzekucija na mariborskom groblju Dobrava. Predmeti koje su istražitelji pronašli na stratištu bit će predani Muzeju za noviju povijest u Ljubljani.